# Nassypnoi
Nassypnoi (russisch Остров Насыпной Ostrow Nassypnoi, polnisch Piławski Ostrów), deutsch Pillauer Insel, ist eine künstliche Insel im Frischen Haff und gehört administrativ zur russischen Oblast Kaliningrad.
Die Insel liegt 3,5 km östlich der Frischen Nehrung und hat eine Fläche von 1,4 ha.
Die Insel besaß im Jahr 2012 eine Länge von Norden nach Süden von 180 m und eine Breite von Ost nach West von 160 m. Die Uferlänge beträgt 550 m.
Die Insel wird von Offizieren der russischen Armee bewohnt, die dort Wohnungen angemietet haben.